# 藤寺美徳
藤寺 美徳（ふじでら みのり、2006年12月18日 - ）は、日本の女性声優。
千葉県出身。所属事務所はエイベックス・ピクチャーズ。

## 来歴・人物
小さい頃から何かを表現することが好きだった。なかでも中学時代に所属していた演劇部で、一つの作品を作る楽しさや芝居の面白さに心惹かれて、「そういう活動をしてみたいな」と思うようになった。「表現する活動をしていきたい」と思っていた中学3年生の2021年に藤寺も好きだったタカラトミーアーツ/シンソフィアのコンピュータゲームを原作とするプリティーシリーズの10周年記念で開催された「NEXT声優アーティストオーディション」を知り、その作品にも出演したく、「私にはこれしかない」という気持ちでそのオーディションを受ける。応募総数約1500人の中からグランプリに選出され、同年10月に放送開始されたテレビアニメ『ワッチャプリマジ!』の御芽河あうる役でデビュー。
趣味はアニメ鑑賞とジャズダンス。

## 出演
太字は主要キャラクター。

### テレビアニメ
2021年
- ワッチャプリマジ!（2021年 - 2022年、御芽河あうる）

2022年
- ラブライブ!スーパースター!!（2022年 - 2024年、生徒） - 2シリーズ
- 連盟空軍航空魔法音楽隊ルミナスウィッチーズ（ビリー）

2023年
- テクノロイド オーバーマインド（客）
- 実は俺、最強でした?（メイドB）

2024年
- ひみつのアイプリ（2024年 - 2025年、青空ひまり、アイリのアイムゥ） - 2シリーズ
- にじよん あにめーしょん2
- FAIRY TAIL 100年クエスト（町人）

2025年
- 花は咲く、修羅の如く（春山花奈）
- アオのハコ（生徒）
- 中禅寺先生物怪講義録 先生が謎を解いてしまうから。（城山恵理子）
- mono（店員A）
- 追放者食堂へようこそ!（フロリアン、シンシア、給仕）
- ブサメンガチファイター（白鳥京子、街の人、バニーガール、美女）
- 太陽よりも眩しい星（岩田朔英）

### ゲーム
- ワッチャプリマジ!（2022年 - 2023年、あうる） - 2作品[一覧 3]
- ガーディアンテイルズ（2023年、シロキ[9]）
- ひみつのアイプリ / アイプリバース（2024年 - 2025年、ひまり、アイリのアイムゥ） - 2作品

### テレビCM
- ロゼット「夢みるバーム」（2022年、ナレーション）[1]

### 実写映画
- Perfect・Nervous（2024年、最上綾香）[10]

### ラジオ
※はインターネット配信。
- 「花は咲く、修羅の如く」SMGラジオ（2024年12月 - 、音泉※）[11]
- ラジオどっとあい 藤寺美徳のふじみのハートをみのらせたい！（2025年1月 - 3月、超!A&G+※）[12]

### バラエティ番組
- 超無敵クラス（2025年2月23日）[13]

### その他
- 十五少女（2021年、秋子エミ[14]）
- 朗読劇『ワッチャ！リーディング！マジック！』（2023年9月15日 - 16日、一ツ橋ホール） - 御芽河あうる 役[15]
- リーディングドラマ『かくして、瞬く』（2023年11月17日 - 19日、恵比寿エコー劇場） - 五木さよ子 役[16]

## ディスコグラフィ

### キャラクターソング
| 発売日         | 商品名                                                                          | 歌 | 楽曲                                                                         | 備考                                                        |
| -------------- | ------------------------------------------------------------------------------- | --- | ---------------------------------------------------------------------------- | ----------------------------------------------------------- |
| 2022年7月20日  | TVアニメ『ワッチャプリマジ！』キャラクターソングミニアルバム PUMPING WACCHA! 03 | 御芽河あうる（藤寺美徳） | 「滲む、馨る、」                                                             | テレビアニメ『ワッチャプリマジ！』挿入歌                    |
| 2022年7月20日  | TVアニメ『ワッチャプリマジ！』キャラクターソングミニアルバム PUMPING WACCHA! 03 | 陽比野まつり（廣瀬千夏）、御芽河あうる（藤寺美徳）                                                                                             | 「奇跡の降る」                                                               | テレビアニメ『ワッチャプリマジ！』挿入歌                    |
| 2023年3月22日  | ワッチャプリマジ！ ミュージックコレクション                                     | 陽比野まつり（廣瀬千夏）、弥生ひな（内田彩）、甘瓜みるき（相良茉優）、心愛れもん（鈴木杏奈）、皇あまね（庄司宇芽香）、御芽河あうる（藤寺美徳） | 「ワッチャ！プリーズ！マジック！ -What's your "Please" Magic?- （6人ver.）」 | テレビアニメ『ワッチャプリマジ！』挿入歌                    |
| 2024年8月21日  | TVアニメ『ひみつのアイプリ』キャラクターソングミニアルバム VERSE IN SONG 01     | 青空ひまり（藤寺美徳） | 「P.O.P.P.Y」                                                                | テレビアニメ『ひみつのアイプリ』挿入歌                      |
| 2024年8月21日  | TVアニメ『ひみつのアイプリ』キャラクターソングミニアルバム VERSE IN SONG 01     | 青空ひまり（藤寺美徳）、星川みつき（平塚紗依）                                                                                                 | 「ムテキDUOエナジー」                                                        | テレビアニメ『ひみつのアイプリ』挿入歌                      |
| 2024年8月21日  | TVアニメ『ひみつのアイプリ』キャラクターソングミニアルバム VERSE IN SONG 01     | 青空ひまり（藤寺美徳）、星川みつき（平塚紗依）                                                                                                 | 「ひみつだけどね」                                                           | テレビアニメ『ひみつのアイプリ』エンディングテーマ          |
| 2024年12月25日 | TVアニメ『ひみつのアイプリ』キャラクターソングミニアルバム VERSE IN SONG 02     | シークレットフレンズ∞ | 「We're The World」                                                          | テレビアニメ『ひみつのアイプリ』挿入歌                      |
| 2025年3月26日  | TVアニメ『ひみつのアイプリ』キャラクターソングミニアルバム VERSE IN SONG 03     | 青空ひまり（藤寺美徳）、星川みつき（平塚紗依）                                                                                                 | 「アイプリバースイン！」                                                     | テレビアニメ『ひみつのアイプリ』エンディングテーマ          |
| 2025年4月6日   | Ring Ring Ring feat. ひまり（CV.藤寺美徳）                                      | P丸様。、ひまり（藤寺美徳） | 「Ring Ring Ring feat. ひまり（CV.藤寺美徳）」                               | テレビアニメ『ひみつのアイプリ リング編』オープニングテーマ |